# Jean Magnien
Pour les articles homonymes, voir Magnien (homonymie).
Jean Magnien ou Magnen, né à Toul ou selon les sources à Bar-le-Duc et mort en 1556, est un mathématicien français, membre du Collège royal.
Magnien soutient une thèse de Médecine en 1546  An Temperamenta signis deprehendi possint ? Il est licencié le 10 juillet 1548, puis élevé au titre de Docteur en médecine de la Faculté de Paris. Il est nommé Lecteur et Professeur du Roi pour les Mathématiques en 1555 en remplacement de Pasquier Duhamel. Le mathématicien des Papes, Christopher Clavius assure dans son Algèbre que Magnien est le premier à avoir enseigné cette discipline à Paris. Il est à l'origine  d’une traduction du second livre de l’Almageste de Ptolémée (1555-1556).
Cependant, sa carrière est de courte durée, il meurt en septembre ou octobre 1556 avant d'avoir pu achever sa publication des éléments d'Euclide.

## Travaux
- Euclide Elementorum libri XV. Graece & Latine, Quibus, cum ad omnem Mathematicae scientiae partem, tum ad quamlibet Geometriae tractationem, facilis comparatur aditus, imprimée à Paris, par Guillaume Cavellat, en 1558. Cette édition donnée par Cavellat des Éléments d’Euclide repose sur le texte établi par Jean Magnien et Stephanus Gracilis[1]